# Pèire Godolin

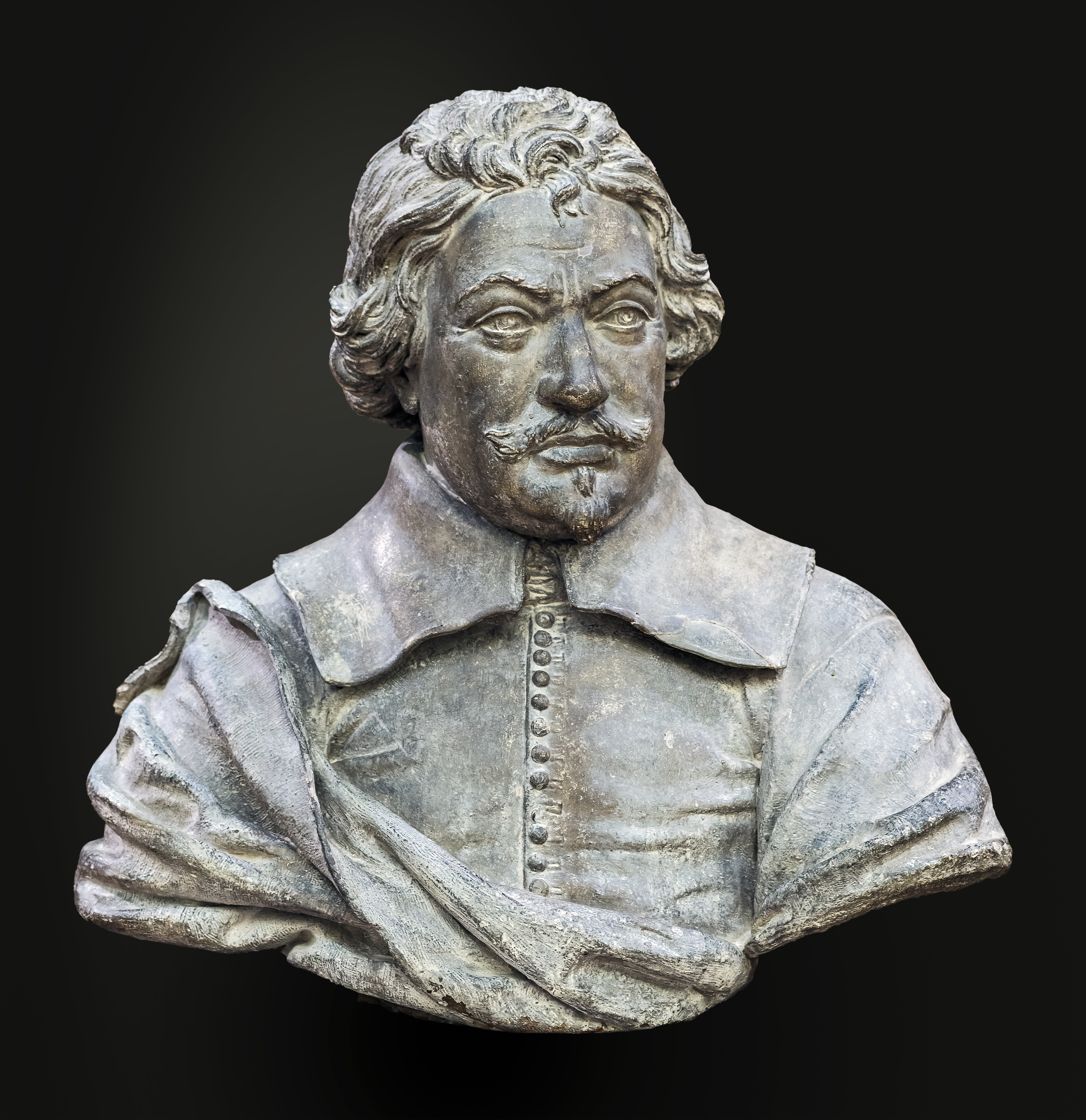
Pèire Godolin de Marc Arcy - Museu dels Agustins de Tolosa

Pèire Godolin (pronunciat [guδu'li] i sovint escrit antigament Goudouli o Goudelin) (Tolosa de Llenguadoc 1580 - Tolosa, 10 de setembre de 1649) fou un poeta occità del Llenguadoc. Fou un dels escriptors occitans més influents de la seva època.

## Biografia
Godolin era un burgès de Tolosa. Nasqué el 1580 i era fill d'un cirurgià famós de la ciutat. Estudià dret i obtingué el títol d'advocat tot i que mai no va arribar a practicar. Va decidir escriure en occità en comptes de fer-ho en francès, en un moment que no sols estava de moda, sinó que els autors en francès tenien un gran prestigi internacional, cosa que generà un patriotisme cultural occità que va crear escola, sobretot a Gascunya, amb Guilhem Ader i Joan Giraud d'Astros. Dedicà la seua obra mestra el "Ramelet mondin" a Adrian de Montluc, el seu protector.

## Obres
- Ramelet mondin (1617-1657) recull de poesia força eclèctic: poesia oficial, poesia de l'amor. poesia religiosa.
- A l'hurouso memorio d'Henric le Gran, en honor d'Enric II de França.